# Camarón de la Isla
José Monje Cruz (San Fernando, Cádiz, 5 de diciembre de 1950-Badalona, Barcelona, 2 de julio de 1992), conocido artísticamente como Camarón de la Isla o simplemente Camarón, fue un cantaor de etnia gitana español considerado por muchos como el mejor cantaor de flamenco contemporáneo y una de sus más importantes figuras.Fue el más revolucionario pero sin dejar de lado los cánones antiguos y la esencia pura del cante jondo gitano andaluz.

## Biografía

### Primeros años

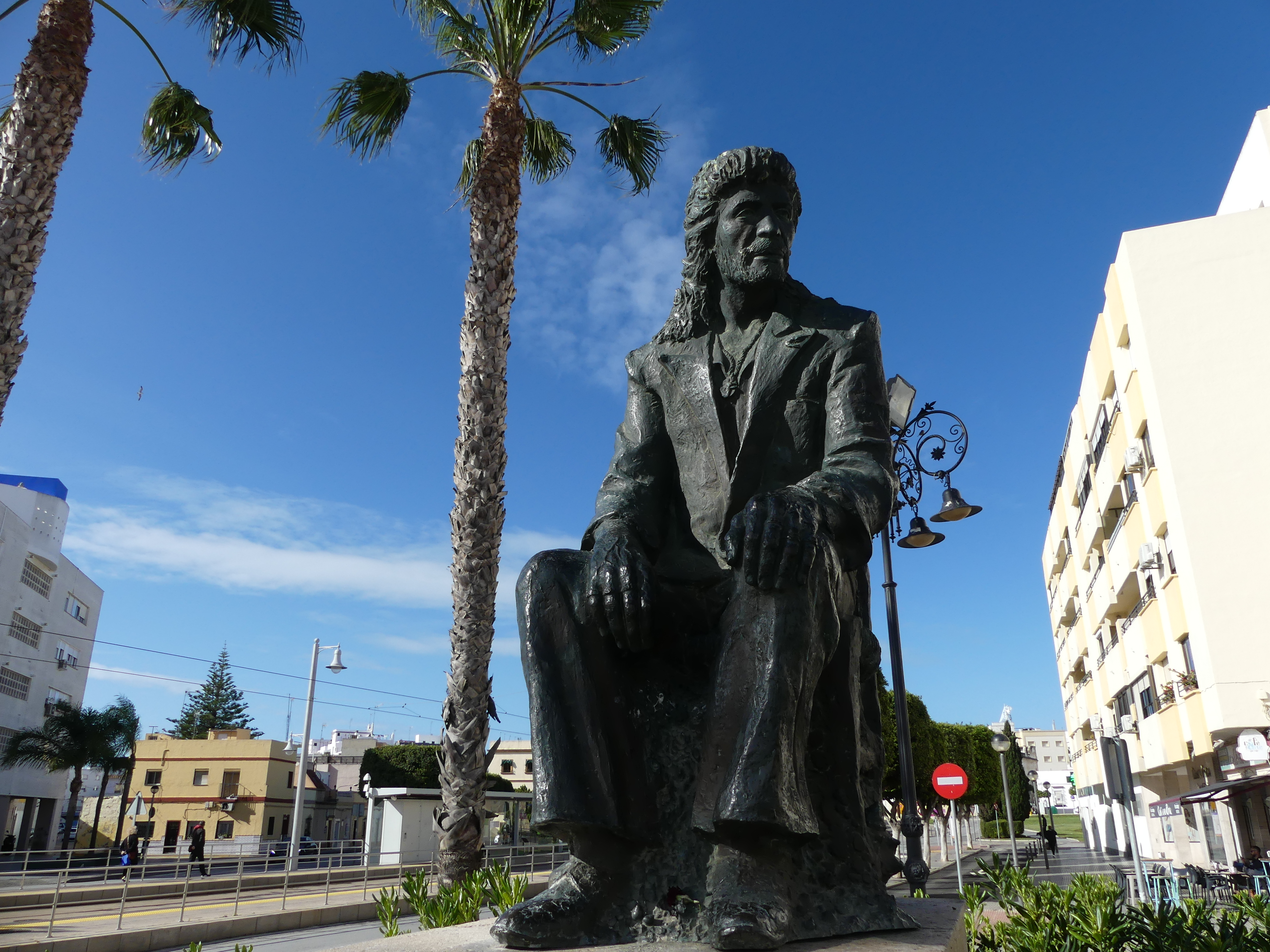
Monumento a Camarón en San Fernando, Cádiz.

José Monje Cruz nació en la calle Carmen, ubicada en el barrio conocido popularmente como "Las Callejuelas" de la localidad gaditana de San Fernando, en el seno de una familia gitana. Hijo de Juana Cruz Castro y Juan Luis Monje Núñez, fue el penúltimo de ocho hermanos. El apodo por el que es conocido le fue dado por un tío suyo, de nombre José, debido a su delgadez, pelo rubio y piel blanca, que en su opinión le hacían parecer un camarón. Por otro lado, la ciudad de San Fernando se halla ubicada en la isla de León, por lo que es conocida como la Isla, topónimo que Camarón añadiría a la segunda parte de su apodo para formar su nombre artístico.
De niño estudió en el Colegio del Liceo, sección beneficencia, hasta que dejó la escuela para ayudar a su padre, gran aficionado al cante flamenco, en la fragua donde trabajaba. La casa de los Monje era frecuentada por los grandes cantaores de la época de toda Andalucía a su paso por San Fernando y allí el pequeño José comenzó a escuchar a artistas como Manolo Caracol o Antonio Mairena. Cuando su padre falleció a causa del asma, siendo aún muy joven, la familia pasó por apuros económicos, por lo que desde los siete años de edad Camarón comenzó a cantar en distintas tabernas y en la estación del tranvía de San Fernando.
A la temprana edad de cinco años actuó por primera vez en una compañía que montaba la escuela Los Hermanitos, en su ciudad natal. Con doce años gana el primer premio del concurso Flamenco del Festival de Montilla (Córdoba). Empieza a extenderse su fama y se inicia como profesional en el mundo del cante junto a su mejor amigo de entonces, el cantaor Rancapino. Juntos frecuentan las ferias más importantes de Andalucía, demostrando su arte en las casetas en las que actuaban. A partir de entonces cantó junto a Dolores Vargas y La Singla, entre otros, e hizo diversas giras por Europa y América en la compañía de Juanito Valderrama. En 1958 comenzó a cantar de forma ocasional en la Venta de Vargas de San Fernando. Lo hizo por las tardes, ya que debido a su corta edad no se le permitía asistir de noche. Allí lo escuchaban por primera vez los grandes cantaores de la tierra.
Uno de sus primeros mentores es el tonadillero malagueño Miguel de los Reyes, que lo placeará por toda España. Con Málaga guardará igualmente una relación fructífera a lo largo de toda su carrera. Precisamente uno de los últimos libros escritos sobre su vida artística lleva por título Boquerón de la Isla. De las huellas dejadas por José Monje Cruz en Málaga y los malagueños, del periodista Francis Mármol.
En 1966 ganó el primer premio en el Festival del Cante Jondo de Mairena del Alcor y posteriormente se trasladó a Madrid con Miguel de los Santos. 

### El éxito
En 1968 Camarón llega a ser fijo en el tablao de Torres Bermejas de Madrid, donde permanecería durante doce años acompañado a la guitarra por Paco Cepero. Su nombre comienza a ser cada vez más conocido y participa en la película Casa Flora, protagonizada por Lola Flores con quién mantenía una gran relación de amistad. En Torres Bermejas afianza su relación con, por aquel entonces, un novato Paco de Lucía a quién conoció anteriormente en Jerez de la Frontera  y con el que grabaría nueve discos entre 1969 y 1977, dirigido por el padre del tocaor, Antonio Sánchez Pecino, en los que también colaboran los hermanos de Paco, Ramón de Algeciras y Pepe de Lucía. Durante esos años se produce su evolución como cantaor, pasando de un estilo ortodoxo a otro más personal que chocaba con los más puristas del cante y que le costó criticas dado que Camarón imprimía su cante personal a los palos tradicionales del flamenco renovándolos sin salir de la base del flamenco. A pesar de ello, Camarón fue toda una revolución desde su niñez hasta su llegada a Madrid siendo que grandes maestros del cante y celebridades acudían a sus juergas para escucharle cantar.
Su primer disco, El Camarón de la Isla con la colaboración especial de Paco de Lucía, título que Sánchez Pecino repetiría durante los siguientes álbumes para preservar la carrera de su hijo como solista, supuso el principio de una revolución musical, y los tangos extremeños Detrás del tuyo se va, incluidos en este disco, fueron el primer éxito del dúo que trabajó con un ritmo de producción incansable de un LP al año. En dichos trabajos se ofrecía una renovación del cante ortodoxo flamenco respetando las bases más puras del flamenco. Paco y Camarón incluso crearon un palo llamado "canastera" dentro de estos trabajos.
En 1976 contrajo matrimonio con Dolores Montoya, La Chispa, con la que tendría cuatro hijos (Luis, Gema, Rocío y José). La boda se celebró en la localidad de La Línea de la Concepción, apadrinado por su hermano Manuel y la bailaora Manuela Carrasco.
En 1978 rompe su relación con Antonio Sánchez Pecino al acabar con su contrato en la disquera PolyGram y comienza a trabajar con el productor Ricardo Pachón. Camarón quería innovar y salirse de los cuadriculados métodos del cante así que buscó a Pachón, quien era productor de varios grupos de rock andaluz, y trabajó en la creación de lo que se denominó como Nuevo flamenco. A partir de este momento comenzó su relación con el guitarrista Tomatito, quién seria su acompañante definitivo, y se desvincula por un tiempo de Paco de Lucía.
En 1979, bajo el nombre de Camarón, sin la referencia a su ciudad natal, publica La leyenda del tiempo, disco que supone una auténtica revolución en el mundo del flamenco al incluir sonoridades propias del mundo del jazz y el rock. En él hay varias adaptaciones de poemas de Federico García Lorca con música del grupo Alameda, que fueron coproductores del álbum, y el Grupo Dolores además de Ricardo Pachón, Kiko Veneno, Diego Carrasco, los hermanos Rafael y Raimundo Amador y Tomatito. A pesar de la revolución que suposo para el mundo del flamenco dicho trabajo fracasó a nivel de ventas debido a que el público más ortodoxo rechazó la fusión y el gran público no entendia dichos avances. Solo se vendieron 6000 unidades cuando Camarón estaba acostumbrado a sobrepasar las 30.000 unidades en sus anteriores trabajos. 
En 1981 vuelve a trabajar con Paco de Lucía, en colaboración con Tomatito, y publica Como el Agua siendo un gran éxito dónde destacó el sencillo homónimo. Tras este exitoso LP sigue manteniendo su éxito con grandes giras y publicando Calle Real en 1983 y Viviré al año siguiente colaborando nuevamente con Paco de Lucía y Tomatito. Ya en 1986 publica Te lo dice Camarón otro gran éxito en colaboración de Tomatito y bajo la producción de Antonio Humanes. Dicho momento dulce ascendia a la categoría de gran estrella al cantaor logrando consolidar el flamenco más tradicional con la canción moderna y la fusión.
En mayo de 1987 actuó tres días seguidos en el Cirque d'Hiver de París con un éxito absoluto. En dicho año se publica el disco en directo Flamenco Vivo con Tomatito. En 1988 se edita y publica el recopilatorio de éxitos Disco de Oro.
En 1989 publica Soy gitano, el disco más vendido de la historia del flamenco, en el que colaboraron a la guitarra Vicente Amigo, Raimundo Amador y Tomatito. En su primer mes de ventas consiguió el disco de oro, el primero para el artista. Producido por Ricardo Pachón y Diego Carrasco contaba con el presupuesto más grande hasta esa fecha para un disco de flamenco, la grabación fue hecha en Abbey Road Studios en Londres con la Royal Philharmonic Orchestra.
En 1990 es condenado a un año de prisión por un delito de imprudencia temeraria con resultado de muerte tras un accidente de circulación que se produjo el 17 de octubre de 1986, y en el que fallecieron dos personas. El cantaor no ingresó en prisión por carecer de antecedentes penales.
En 1991 actúa en el prestigioso Montreux Jazz Festival con Tomatito. En dicho festival el mega productor Quincy Jones quiso llevar a Camarón de gira mundial para convertirlo en una superestrella comprando sus derechos de distribución en Estados Unidos, todo esto quedó en anécdota puesto que el cantaor ya estaba enfermo y no pudo llegar a concretar nada.
En 1992 forma parte de la película Sevillanas del director Carlos Saura. El 26 de abril de 1992 data el último disco publicado en vida de Camarón, Potro de rabia y miel, que contó con las guitarras de Paco de Lucía y Tomatito siendo un rotundo éxito al ser nuevamente disco de oro. La grabación de este disco tuvo que ser interrumpida debido al diagnóstico de un cáncer de pulmón, ocasionado por su grave adicción al tabaco, que acabaría con su vida unos meses después, tras viajar infructuosamente a Estados Unidos en busca de una posible cura. Su actuación acordada para los Juegos Olímpicos de Barcelona 1992, junto a Freddie Mercury (quién falleció en el 91) y Montserrat Caballé, nunca sucedería.
Su último concierto fue en el Colegio Mayor San Juan Evangelista de Madrid, la noche del 25 de enero de 1992.
Tras su fallecimiento, su arte ha sido recogido en varias antologías, recopilatorios y discos en directo los cuales han llegado a ser disco de platino. Además su figura se convirtió en culto para el país, sobre todo para el pueblo gitano. Su vida se ha convertido en objeto de estudio además de protagonizar varios documentales y películas en torno a su persona.

### Muerte

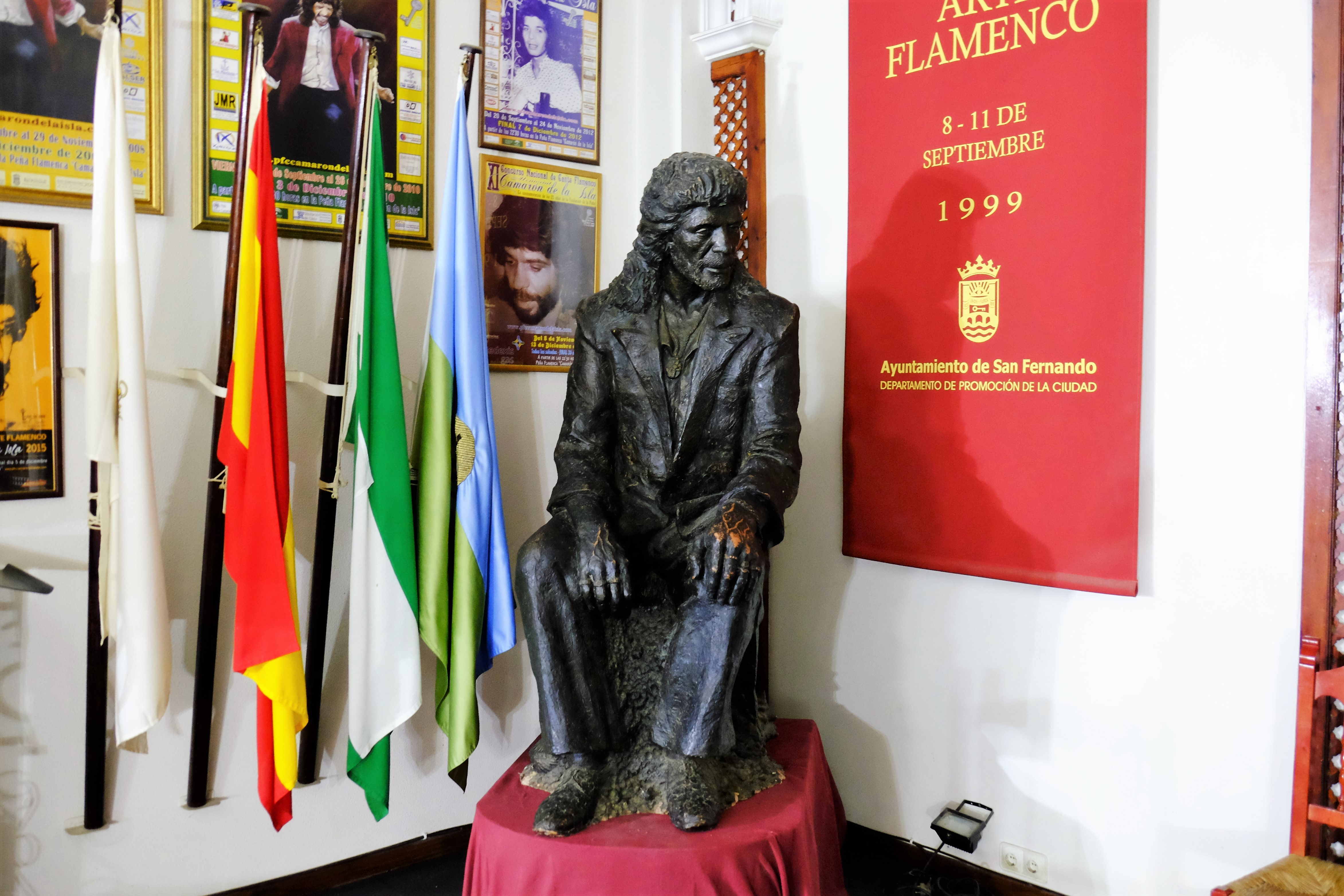
Estatua de Camarón de la Isla

El 2 de julio de 1992 falleció en el Hospital Universitario Germans Trias i Pujol (Badalona, Barcelona) a la edad de 41 años, por un cáncer de pulmón, causando una gran conmoción social (reflejada en el lema "Camarón vive").
Fue enterrado el 4 de julio en el cementerio de su localidad natal de San Fernando. Fue un evento multitudinario donde gente de todas partes del país se reunió para despedir a su artista. Su féretro fue envuelto con la bandera gitana.

## Museo
El Museo de Camarón, inaugurado el 2 de julio de 2021, fue construido en el solar anexo a la Venta de Vargas, aunque se iba a situar en la casa palacio Lazaga. El Ayuntamiento se ha hecho con una importante colección de piezas del artista, cedidas por su familia a cambio de una mensualidad. En 2019 se colocó la primera piedra.
Mientras, ya es visitable la casa natal de Camarón de la Isla situada en la calle Carmen, 29. La humilde vivienda en el barrio de las Callejuelas, donde vivieron hasta ocho miembros de su familia y donde se podía ver el patio de vecinos que marcó la infancia del cantaor, fue derribada casi en su totalidad y se reconstruyó completa, pero ya como centro de interpretación y sin los elementos propios de las casas de vecinos de la época.

## Reconocimientos

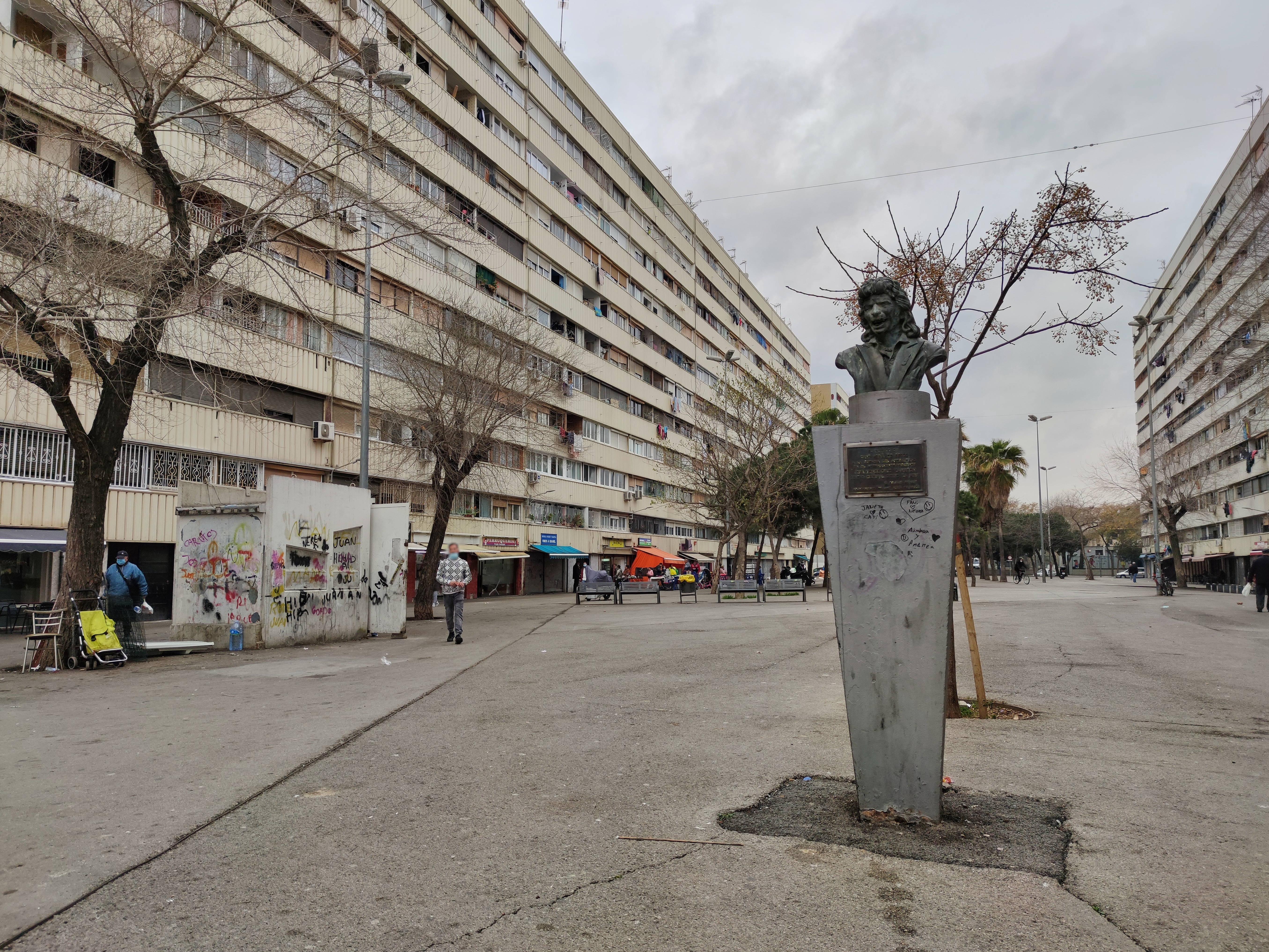
Homenaje a Camarón en el barrio de La Mina, en San Adrián de Besós.

- Primer premio en el Festival del Cante Jondo de Mairena del Alcor.
- Premio en el Concurso de Cante Jondo Antonio Mairena, 1973.
- Premio Nacional de Cante de la Cátedra de Flamencología y Estudios Folclóricos Andaluces de Jerez, 1975.
- Trofeo Lucas López de la Peña Flamenca El Taranto de Almería, 1984.
- IV Llave de Oro del Cante Flamenco, 2000 (a título póstumo).

Otros reconocimientos obtenidos por Camarón incluyen: Hijo Predilecto de San Fernando (1992), Medalla al Mérito Artístico del Ayuntamiento de Madrid, Medalla de Oro de Andalucía, Medalla de Oro al Mérito en las Bellas Artes, Hijo adoptivo de la ciudad de La Línea de la Concepción, entre otros.
Por otra parte, en 2017 se realiza el Congreso ‘Leyenda Camarón 25 años’.

## Discografía

### Estudio
- 1969 Al verte las flores lloran
- 1970 Cada vez que nos miramos
- 1971 Son tus ojos dos estrellas
- 1972 Canastera
- 1973 Caminito de Totana
- 1974 Soy caminante
- 1975 Arte y majestad
- 1976 Rosa María
- 1977 Castillo de arena
- 1979 La leyenda del tiempo
- 1981 Como el agua
- 1983 Calle Real
- 1984 Viviré
- 1986 Te lo dice Camarón
- 1989 Soy gitano - ESP: Oro (50 000 copias)
- 1992 Potro de rabia y miel - ESP: Oro (50 000 copias)

### Sencillos
- 1974 La Virgen María / Mira qué bonita
- 1974 A Belén pastores / Un rayo de sol
- 1981 Como el Agua - ESP: Oro (50 000 copias)

### Discos en directo
- 1987 Flamenco vivo
- 1994 Camarón nuestro - ESP: Oro (50 000 copias)
- 1999 París 1987 - ESP: Platino (100 000 copias)
- 2005 Venta de Vargas
- 2010 San Juan Evangelista '92
- 2018 Montreux 91
- 2024 Oviedo, San Mateo 1991

### Recopilatorios
- 1988 Disco De Oro Primeros Éxitos (1969-1975)
- 1990 Autorretrato
- 1992 Una leyenda flamenca
- 1994 Nochebuena gitana
- 1996 Antología - ESP: Platino (100 000 copias)
- 2000 Antología inédita - ESP: Platino (100 000 copias)
- 2004 Alma y corazón flamencos - ESP: Oro (50 000 copias)
- 2005 Camarón La Película (CD y DVD)
- 2008 Reencuentro (CD y DVD) - ESP: Oro (40 000 copias)
- 2012 Con Camarón
- 2015 Antología 2015
- 2016 El legado de Camarón

## Filmografía
Su vida fue llevada al cine el 23 de septiembre de 2005 por el director Jaime Chávarri en la película Camarón, protagonizada por el actor Óscar Jaenada y la actriz Verónica Sánchez.
La primera vez que Camarón participa en el cine lo hace de extra, en la película de Francisco Rovira Beleta El amor brujo, en 1967. Camarón tendría tan solo 15 años y participaría como extra. La cinta optó al Óscar a la mejor película de habla no inglesa. Parte del rodaje se hizo en Cádiz y en San Fernando.
En 1973, Camarón participa en la película de Ramón Fernández Casa Flora. Tiene un pequeño papel, el de un ladrón de poca monta que después de robar una joyería se pasea en moto junto con su colega de fechoría por las calles de Madrid cantando "El serenito". Como anécdota, cabe contar que las frases que Camarón pronuncia en la película están dobladas. Obviamente no es así en el caso de la canción.
En el año 1992 grabó las sevillanas "Pa qué me llamas" en la película del director Carlos Saura Sevillanas. La guinda la puso con el baile su madrina de boda, Manuela Carrasco.
El que fuera Concha de Oro en 2011, Isaki Lacuesta, graba en 2005 la película La leyenda del tiempo. No se trata de una cinta sobre Camarón, pero obviamente está ideada pensando en su figura, y no solo porque comparta título con el mítico disco del 79, sino porque el halo de su imagen está presente en toda la obra.
En 2009 se rodó el documental Tiempo de leyenda, de José Sánchez Montes, para conmemorar el treinta aniversario del disco La leyenda del tiempo. En él se recogen momentos de los ensayos previos a la grabación del disco, testimonios de los participantes en el proyecto, los músicos que participaron en la grabación, etcétera. La imagen de Camarón aparece con frecuencia. Se le ve trabajando con el resto de los músicos en el proceso creativo de lo que después sería su trabajo más conocido.
El 24 de octubre de 2014 se estrenó un documental sobre la vida de Paco de Lucía titulado Paco de Lucía: La búsqueda. En el documental aparece una entrevista que se le realizó a Camarón.
El 1 de junio de 2018 se estrenó en España el documental Camarón: Flamenco y revolución, dirigido por Alexis Morante y narrado por Juan Diego, que actualmente puede verse en la plataforma Netflix.